# Ann Christy (cantante)
Ann Christy, all'anagrafe Christiane Leenaerts (Anversa, 22 settembre 1945 – Meise, 7 agosto 1984), è stata una cantante belga, che era dedita principalmente al genere pop, soprattutto in neerlandese, ma anche in inglese, tedesco, francese e spagnolo e che ottenne una grande popolarità nel corso degli anni settanta.
Ha partecipato all'Eurovision Song Contest 1975 con il brano Gelukkig zijn, che si è classificato al quindicesimo posto.
Tra gli altri suoi brani più rappresentativi figurano: Bla Bla Bla (scritto dagli italiani Daniele Pace, Giancarlo Bigazzi e Totò Savio ovvero gli Squallor), Dag vreemde man, Le garçon que j'aimais, 'k Neem vandaag de trein e De roos.
Numerose sono le raccolte postume a lei dedicate.

## Biografia

### Morte
Ann Christy muore a soli 38 anni, il 7 agosto 1984, a causa di un tumore alla cervice, con cui combatteva dal 1982.

## Discografia parziale

### Album
- Ann Christy (1972)
- Gelukkig Zijn (1975)
- The Best of Ann Christy (1976)
- Le garçon que j'aimais (1976)
- The Golden Best of Ann Christy
- Ik mis hem zo - Zoveel mooier (1976)
- Bravo (1977)
- My Love, My Life (1977)
- Made for Love (1980)
- Success Melodies (1981)
- Het beste van Ann Christy (raccolta postuma, 1984)
- Herinnering aan Ann Christy (raccolta postuma, 1989)
- De mooiste songs van Ann Christy (raccolta postuma, 1992)
- De allermooiste successen (raccolta postuma, 1997)
- Liefde voor het mooie (raccolta postuma, 2000)
- Terugblik (raccolta postuma, 2004)
- Ik deed alsof het mij niet raakte (raccolta postuma, 2005)

### Singoli
- Was hab' ich dir getan? (1966)
- Gelukkig zijn (1975)
- L'histoire du bonheur (1975)
- Bla bla bla (1975)
- Secret Love (1976)
- Hold On / Over Land and Water (1978)
- Ik leef voor jou (1981)
- Waarom (1984)